# Rääkkylä
Rääkkylä è un comune finlandese di 1960 abitanti, situato nella regione della Carelia Settentrionale.